# Heliophanus mauricianus
Heliophanus mauricianus är en spindelart som beskrevs av Simon 1901. Heliophanus mauricianus ingår i släktet Heliophanus och familjen hoppspindlar. Inga underarter finns listade i Catalogue of Life.